# 하드코어 헨리
《하드코어 헨리》(Hardcore Henry)는 2015년 공개된 SF 액션 영화이다. 러시아의 일리야 나이슐레르 감독이 연출했으며 티무르 베크맘베토프가 프로듀싱에 협력했다.

## 출연

### 주연
- 샬토 코플리
- 헤일리 베넷
- 팀 로스

### 조연
- 다닐라 코즐로브스키
- 안드레이 디멘티에프
- 다르야 차루샤
- 사이러스 아놀드
- 윌 스튜어트
- 일리야 나이슐레르
- 잭 한

## 기타
- 총괄프로듀서: 샬토 코플리
- 총괄프로듀서: 윌 스튜어트
- 프로듀서: 티무르 베크맘베토브
- 프로듀서: 일리야 나이슐레르
- 조감독: 일리야 파르펠
- 믹싱: 케빈 오코넬
- 사운드슈퍼바이저: 션 맥코막
- 작곡: 다르야 차루샤
- 분장: 타니트 피닉스
- 배역: 존 맥 알라리